# 西门若瑟堂
西门若瑟堂是位于中国福州市鼓楼区鼓西路的一座天主教堂。该堂创建于1946年，木结构，面积约200平方米，可容教徒三四百人，奉若瑟圣人为主保，传教范围为福州城内西北片。1966年文革期间，教堂被鼓楼区教师进修学校占用。1979年，天主教会先收回了神父楼。1983年进修学校搬迁，西门堂完全收回，成为福州首先恢复活动的天主教堂。1990年，神父楼底层被改建为约300平方米的祈祷厅。